# Призренско-тимошки говор
Призренско-тимошкият говор (ср. Призренско-тимочки дијалект) или призренско-тимокски говори, срещан още сред югославските филолози като презренско-южноморавски говор, е т.нар. преходен у-говор в българския език. Далибор Брозович го изключва от ариала на щокавицата
Призренско-тимошкият говор не се различава съществено от косовско-моравския говор, като сръбските диалектолози го имат за старощокавски сръбски диалект.
Призренско-тимошкият говор е част от Балканския езиков съюз.

## Име, граници, обхват
Името си говора носи по географски причини – както косовско-ресавския, предава най-съществените топонимични характеристики на територията която заема. Това е днешно южно Косово (Гора, Средска, Сириничка) и поречието на река Българска Морава, ведно с най-значимия ѝ десен приток – Нишава, поради което понякога наречието е наричано ѝ Призренско-южноморавски говор. Наречието е определяно и като тимокски говор, заради езиковия обхват на региона на горен Тимок преди Зайчар.
Наречието обхваща и част от северната територия на Вардарска Македония, които говори са определяни от Александър Белич като тетовско-кратовски (скопски) говор, т.е обемат територията на Полога (Тетовско), Скопско и Кратовско. Както Беньо Цонев, тъй и Александър Белич отделя откъм територията на днешна Република България две буферни предговорни зони – свърлигско-заплански говор и тимокско-лужнишки говор, т.е. в района на Свърлиг и Плана едната, и в района на Южен Тимок и Темско втората. Напоследък горанския говор също е субдиверсифициран от групата.
Съвсем отделна група на призренско-тимокските говори е тази на карашовените в румънски Банат.